# Macon McCalman
(Willis) Macon McCalman, né le 30 décembre 1932 à Memphis (Tennessee), ville où il est mort le 29 novembre 2005, est un acteur américain.

## Biographie
Au théâtre, Macon McCalman joue à Broadway (New York) dans quatre pièces ; les trois premières en 1971 (aux côtés de David Birney et Philip Bosco) sont Le Baladin du monde occidental de John Millington Synge, Un ennemi du peuple d'Henrik Ibsen et Antigone de Sophocle ; la quatrième en 1972-1973 est The Last of Mrs. Lincoln (en) de James Prideaux (en) (avec Julie Harris dans le rôle-titre et Leora Dana).
Au cinéma, il contribue à vingt-quatre films américains, depuis Délivrance de John Boorman (1972, avec Jon Voight et Burt Reynolds) jusqu'à Rosewood de John Singleton (1997, avec le même Jon Voight et Ving Rhames), après lequel il se retire à la suite d'une crise cardiaque (il meurt à 72 ans dans sa ville natale huit ans plus tard, en 2005).
Entretemps, mentionnons Le Souffle de la tempête d'Alan J. Pakula (1978, avec James Caan et Jane Fonda), Honkytonk Man de Clint Eastwood (1982, avec le réalisateur et Kyle Eastwood) et Beignets de tomates vertes de Jon Avnet (1991, avec Kathy Bates et Jessica Tandy).
À la télévision américaine, Macon McCalman apparaît dans soixante-et-une séries entre 1975 et 1997, dont Wonder Woman (un épisode, 1978), Dallas (deux épisodes, 1987), La Loi de Los Angeles (deux épisodes, 1989-1991) et Loïs et Clark : Les Nouvelles Aventures de Superman (un épisode, 1994).
S'ajoutent vingt-sept téléfilms, le premier diffusé en 1976, le dernier en 1995.

## Théâtre à Broadway (intégrale)
- 1971 : Le Baladin du monde occidental (The Playboy of the Western World) de John Millington Synge, mise en scène de John Hirsch : un citoyen
- 1971 : Un ennemi du peuple (An Enemy of the People) d'Henrik Ibsen, adaptation d'Arthur Miller : l'ivrogne / Dr Thomas Stockmann (doublure)
- 1971 : Antigone de Sophocle, adaptation de Dudley Fitts et Robert Fitzgerald, musique de scène de Lukas Foss, mise en scène de John Hirsch : Le Coryphée (doublure)
- 1972-1973 : The Last of Mrs. Lincoln de James Prideaux, mise en scène de George Schaefer : W. H. Brady / Sénateur Austin (doublure) / Ninnian Edwards (doublure)

## Filmographie partielle

### Cinéma
- 1972 : Délivrance (Delivrance) de John Boorman : le shérif-adjoint Queen
- 1976 : Viol et Châtiment (Lipstick) de Lamont Johnson : le photographe de la police
- 1977 : La Castagne (Slap Shot) de George Roy Hill : un patient dans le feuilleton
- 1977 : Cours après moi shérif (Smokey and the Bandit) d'Hal Needham : M. « B »
- 1978 : Le Souffle de la tempête (Comes a Horseman) d'Alan J. Pakula : Virgil Hoverton
- 1979 : Airport 80 Concorde (The Concorde… Airport '79) de David Lowell Rich : Carl Parker
- 1979 : The Last Word de Roy Boulting
- 1981 : La Femme qui rétrécit (The Incredible Shrinking Woman) de Joel Schumacher : Dr Atkins
- 1981 : Réincarnations (Dead & Buried) de Gary Sherman : Ben
- 1981 : Carbon Copy de Michael Schultz : Tubby Wederholt
- 1981 : Une femme d'affaires (Rollover) d'Alan J. Pakula : Jerry Fewster
- 1982 : Timerider: The Adventure of Lyle Swann de William Dear : Dr Sam
- 1982 : Honkytonk Man de Clint Eastwood : Dr Hines
- 1985 : Le Jeu du faucon (The Falcon and the Snowman) de John Schlesinger : Larry Rogers
- 1985 : Marie de Roger Donaldson : Murray Henderson
- 1991 : Doc Hollywood de Michael Caton-Jones : Aubrey Draper
- 1991 : Beignets de tomates vertes (Fried Green Tomatoes) de Jon Avnet : le procureur Percy
- 1993 : Chute libre (Falling Down) de Joel Schumacher : le détective Graham
- 1994 : Le Client (The Client) de Joel Schumacher : Ballatine
- 1995 : Les Vendanges de feu (A Walk in the Clouds) d'Alfonso Arau : le chauffeur
- 1997 : Rosewood de John Singleton : le gouverneur Hardee

### Télévision

#### Séries
- 1975 : L'Homme invisible (The Invisible Man), saison unique, épisode 6 Un coup de maître (Barnard Wants Out) : le consul
- 1975 : Starsky et Hutch (Starsky & Hutch), saison 1, épisode 5 Tant va la cruche à l'eau (The Fix) : l'officier Bernie Glassman
- 1976 : Kojak, saison 3, épisode 23 Pour et contre la loi (Both Sides of the Law) : McKee
- 1976 : The Jeffersons, saison 3, épisode 4 The Lie Detector de Jack Shea : Roger Tulley
- 1976-1977 : Police Story, saison 4, épisode 5 Three Days to Thirty (1976 : M. Kalk) et épisode 12 Trial Board (1977 : le sergent Godowski) de Corey Allen
- 1977 : Racines (Roots), mini-série, épisode 7 (Part VII) : Poston
- 1977 : Barnaby Jones, saison 6, épisode 11 The Devil's Handmaiden : Ned Avery
- 1978 : Wonder Woman, saison 3, épisode 9 Le Dauphin de la mort (The Deadly Dolphin) : Goodspeed
- 1979 : Pour l'amour du risque (Hart to Hart), saison 1, épisode 10 La Trappe (A New Kind of High) : Dr Harry Capello
- 1979-1980 : La Famille des collines (The Waltons), saison 8, épisode 9 The Violated (1979) et épisode 17 The Prodigals (1980) de Stan Lathan : le shérif-adjoint Abe
- 1981-1982 : Best of the West, saison unique, 5 épisodes : le maire Fletcher
- 1981-1982 : Lou Grant
  - Saison 4, épisode 9 Rape (1981) : Kibbee
  - Saison 5, épisode 24 Charlie (1982) : Dolph Masterson
- 1981-1983 : Arnold et Willy (Diff'rent Strokes)
  - Saison 4, épisode 8 Quelle santé ! (Health Club, 1981) : George Endicott
  - Saison 6, épisode 4 Le Carnaval (The Lie, 1983) : Dr Kalsa
- 1982 : Cheers, saison 1, épisode 6 L'Amie de Diane (Any Friend of Diane's) de James Burrows : Darrell Stabell
- 1983 : Les Enquêtes de Remington Steele (Remingtonn Steele), saison 1, épisode 18 Le Journal télévisé (Steele in the News) de Burt Brinckerhoff : l'oncle Tim
- 1984 : Hôpital St Elsewhere (St. Elsewhere), saison 2, épisode 10 Vue du porc (A Pig Too Far) : Henry Judson
- 1984 : Capitaine Furillo (Hill Street Blues), saison 5, épisode 11 Un beau geste (Last Chance Salon) : M. Fitzgerald
- 1985 : K 2000 (Knight Rider), saison 4, épisode 4 Le Grand Sommeil (Sky Knight) de Jeffrey Hayden : Calvin Holmes
- 1986 : Sacrée Famille (Family Ties), saison 4, épisode 21 Teacher's Pet de John Pasquin : le professeur Spanos
- 1986 : Le Magicien (The Wizard), saison unique, épisode 1 Association de bienfaiteurs (El Dorado) : Linder
- 1987 : Ricky ou la Belle Vie (Silver Spoons), saison 5, épisode 22 Le Collège (Educating Rick) : Dean Stockwell
- 1987 : Dallas, saison 10, épisode 28 De mal en pire (Two-Fifty) de Leonard Katzman et épisode 29 La Chute de la maison Ewing (Fall of the House Ewing) de Leonard Katzman : Gorman
- 1987-1991 : Arabesque (Murder, She Wrote)
  - Saison 4, épisode 11 Une enquête hors de prix (Doom with a View, 1987) de Walter Grauman : le détective de l'hôtel Fritz Rice
  - Saison 7, épisode 15 Contrôle fiscal (The Taxman Cometh, 1991) d'Anthony Pullen Shaw : Nolan Hayes
- 1988 : Rick Hunter (Hunter), saison 4, épisode 13 Le Dahlia noir (The Black Dahlia) : Wallace Latimer
- 1989 : Larry et Balki (Perfect Strangers), saison 5, épisode 4 Tooth or Consequences de Joel Zwick : Dr Shukin
- 1989 : Le Cavalier solitaire (Guns of Paradise), saison 2, épisode 9 Une parfaite étrangère (A Proper Stranger) : Warren Turtle
- 1989 : L'Équipée du Poney Express (The Young Riders), saison 1, épisode 11 L'amour est aveugle (Blind Love) : Randall Downs
- 1989-1991 : La Loi de Los Angeles (L.A.Law)
  - Saison 3, épisode 8 La Vérité nue (I'm in the Nude for Love, 1989) d'Eric Laneuville : le juge Whitney Baldwin
  - Saison 5, épisode 22 Secret professionnel (Since I Fell for You, 1991) : le juge Whitney Baldwin
- 1991 : Gabriel Bird : profession enquêteur (Pros and Cons), saison 2, épisode 4 It's the Pictures That Got Small : Phillips
- 1992 : Le Prince de Bel-Air (The Fresh Prince of Bel-Air), saison 2, épisode 18 Will a horreur de l'hôpital (Ill Will) et épisode 19 Drôle de jeu (Eyes on the Prize) : Dr Baylor
- 1993 : Les Années coup de cœur (The Wonder Years), saison 6, épisode 20 Réunion de famille (Reunion) : Karl Gustafson
- 1994 : Loïs et Clark : Les Nouvelles Aventures de Superman (Lois & Clark: The New Adventures of Superman), saison 1, épisode 20 Huis clos (Fly Hand) : Willie
- 1994 : Les Sœurs Reed (Sisters), saison 5, épisode 6 Scandales (Scandalous) : Richard Fallright
- 1994 : Brisco County (The Adventures of Brisco County Jr.), saison unique, épisode 26 Haute Trahison, 1re partie (High Treason, Part I) de Kim Manners : le président du tribunal

#### Téléfilms
- 1977 : The Strange Possession of Mrs. Oliver de Gordon Hessler : le prêtre
- 1978 : The New Maverick (en) d'Hy Averback : Vanders
- 1978 : Le Pirate (The Pirate) de Ken Annakin : Hutchinson
- 1979 : The Ultimate Impostor de Paul Stanley : Dr Jake McKeever
- 1979 : Topper de Charles S. Dubin : le majordome Wilkins
- 1980 : The Sky Is Gray de Stan Lathan : Ernest
- 1981 : Un amour sans limite (Callie & Son) de Waris Hussein : le diacre
- 1981 : Splendor in the Grass de Richard C. Sarafian : Del Loomis
- 1982 : Life of the Party: The Story of Beatrice de Lamont Johnson : Dr Samuels
- 1983 : The Winter of Our Discontent de Waris Hussein : le révérend Sloane
- 1984 : Lumières rouges (The Red-Light Sting) de Rod Holcomb : Jeffers
- 1986 : Au-dessus de tout soupçon (The Deliberate Stranger) de Marvin J. Chomsky : l'éditeur de Larsen
- 1987 : Independence de John Tiffin Patterson : Angus Thurston
- 1988 : The Town Bully de Noel Black : le procureur de district
- 1991 : Frankenstein, le tombeur de la fac (Frankenstein, the College Years) de Tom Shadyac : le monsieur
- 1994: Perry Mason : The case of the grimacing governor.